# نایخونگچاری
نایخونگچاری (به لاتین: Naikhongchhari) یک منطقهٔ مسکونی در بنگلادش است که در ناحیه بندربان واقع شده‌است. نایخونگچاری ۴۶۳٫۶۱ کیلومتر مربع مساحت و ۳۸٬۳۵۰ نفر جمعیت دارد.